# Villaricca
Villaricca község (comune) Olaszország Campania régiójában, Nápoly megyében.

## Fekvése
Nápolytól 10 km-re északnyugatra fekszik. Határai: Calvizzano, Giugliano in Campania, Marano di Napoli, Mugnano di Napoli, Qualiano és Quarto.

## Története
A település első írásos említése Panicocoli néven a 10. század végéről származik, de az 1955-ben kiásott sírok az bizonyítják, hogy már a rómaiak idején lakott vidék volt. Ugyancsak régészeti adatok utalnak arra, hogy a vidéken már a 4. században egy kis falu létezett. A normannok 1140-ben foglalták el és csatolták hozzá a Szicíliai Királysághoz. A középkor során királyi birtok volt. 1631-ben Emanuele Fonseca y Zunica spanyol alkirály megszüntette kiváltságait és a Selano-család birtokába került. 1806-ban nyerte el önállóságát, amikor a Nápolyi Királyságban felszámolták a feudalizmust.

## Népessége
A népesség számának alakulása:

## Főbb látnivalói
- San Mattia Apostolo-templom - 1598-ban épült reneszánsz stílusban. Harangtornya 1870-ben épült.
- Anime del Purgatorio-templom - 1682-ben épült
- Palazzo Baronale - 15. századi nemesi palota